# Six Feet Under (Billie Eilish)
Six Feet Under è un singolo della cantante statunitense Billie Eilish, pubblicato il 17 novembre 2016.

## Tracce
1. Six Feet Under – 3:09